# Jana Bučina
Jana Oleksandrivna Bučina (en ruso: Яна Олександрівна Бучіна; Samara, 7 de febrero de 1992) es una ex tenista rusa.
Ganó dos títulos individuales y uno de dobles en torneos del Circuito Femenino ITF. Su mejor clasificación en individuales es de 334.º, alcanzada el 12 de agosto de 2013.